# Koinawa
Koinawa ist ein Ort im nördlichen Teil des zum Inselstaat Kiribati gehörenden pazifischen Archipels der Gilbertinseln nahe dem Äquator. 2020 wurden 340 Einwohner gezählt.

## Geographie
Der Ort liegt an der Ostküste des Atolls Abaiang zwischen Aonobuaka im Nordwesten und Morikao im Südosten. Der Ort ist historisch bedeutsam, weil dort außer der katholischen Our Lady of the Rosary Church auch die älteste protestantische Kirche von Kiribati steht. Es gibt auch das Koinawa Maneaba und ein Catholic Maneaba, lokale traditionelle Versammlungshäuser.

## Klima
Das Klima ist tropisch heiß, wird jedoch von ständig wehenden Winden gemäßigt. Ebenso wie die anderen Orte der Gilbertinseln wird Koinawa gelegentlich von Zyklonen heimgesucht.